# 神野大地
神野 大地（かみの だいち、1993年9月13日 - ）は、愛知県津島市出身の陸上競技選手・指導者、スポーツ解説者、YouTuber。専門は駅伝競走・長距離走・マラソン。中京大学附属中京高等学校、青山学院大学総合文化政策学部総合文化政策学科、各卒業。
2015年正月開催の箱根駅伝競走では、往路・第5区の山登り区間において区間新記録（当時）を打ち立て、「三代目山の神」「山の神野」とも呼ばれた。大学卒業後は、実業団（コニカミノルタ）→プロランナー（セルソース）を経て、現在はプレイングマネージャー（選手兼任監督・M&Aベストパートナーズ所属）として活動中。
2025年6月26日木曜日ジストニアの手術を受けた。

## 経歴

### 高校時代まで
津島市立神守小学校時代は、少年野球で活動。当時所属のリトルリーグでは、投手（サウスポー）のレギュラーとして務めていた。
津島市立神守中学校入学以降は陸上競技部に入部し、暫く野球のクラブチームと掛け持ちしていた。だが、神野曰く「段々と周りの人達と体格差が大きくなり、試合出場の回数が減少して野球人生に限界を感じた」との理由で野球選手を断念し、中学2年生の夏頃から本格的に陸上競技へ転向した。
2009年に中京大中京高校（愛知県名古屋市昭和区）に進学したものの、全国高校駅伝には、同じ愛知県内に強豪豊川工業高校や豊川高校があるため、在学中出場は叶わなかった。しかし、高校3年次には第17回全国都道府県対抗男子駅伝競走大会に愛知県代表として出場。5区を走り区間4位の好成績を残した。

### 大学時代・箱根駅伝などで大活躍

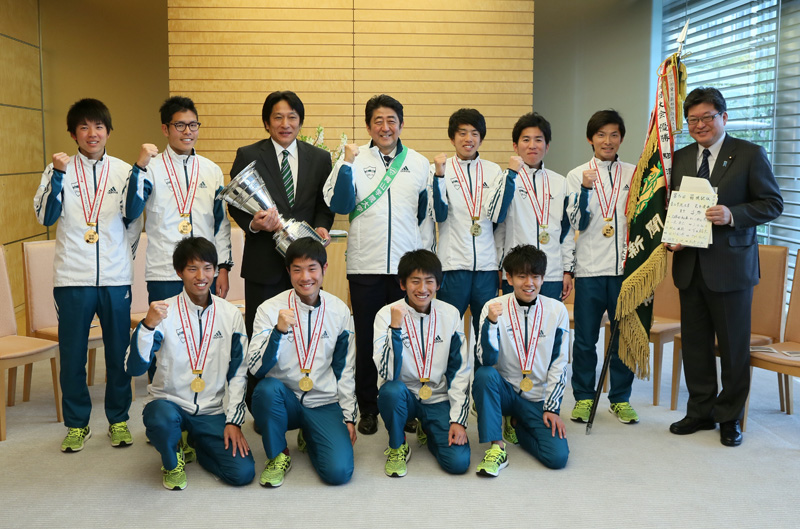
第92回箱根駅伝優勝メンバーらと首相官邸で記念撮影（下段・一番右が神野、2016年2月）

2012年に青山学院大学（東京都渋谷区・本部）に入学し、同陸上競技部・長距離ブロック（神奈川県相模原市・本拠地）に所属。入学当初の2012年アジアジュニア陸上競技選手権大会の10000mに出場し、31分22秒20の記録で銀メダルを獲得。しかし、その後は同学年の久保田和真や小椋裕介の活躍の陰に隠れ、トラックレースなどでも目立った活躍はなく、1年次は三大駅伝の出場もなかった。
しかし、2年次になると急成長し、初の大学駅伝となった第25回出雲駅伝では最長区間であるアンカー6区を任され、区間4位の成績を残した。第45回全日本大学駅伝でも各校のエース級が揃う2区を任され、区間6位の成績を残した。第90回箱根駅伝は2区を任され、一色恭志から6位で襷を受け取ると終盤に日本体育大学の本田匠を抜き5位に順位を上げ、区間6位の記録を残した。
3年次になるとチームのエース格に成長する。2014年5月25日に行われた、第93回関東インカレ2部ハーフマラソンでは1時間04分23秒の成績で優勝。第46回全日本大学駅伝ではアンカーを任され、明治大学の大六野秀畝とのラストスパートに競り負ける。

#### 第91回箱根駅伝・5区山登りで区間新記録（当時）達成
第91回箱根駅伝では、当初は前年に引き続き花の2区を任され、山登り区間の5区は一色恭志が任される予定であった。ところが、山道での練習において一色より速いタイムで走ったことから、原晋・長距離ブロック監督により一色と入れ替わりで急遽5区に抜擢され、原監督曰く「1時間17分台」を目標とした。そして、2位で襷を受け取ると序盤からハイペースで入り、10.5km過ぎで襷を受け取った時点で46秒差あった先頭を走る前評判で優勝候補筆頭に挙げられていた駒澤大学を抜くと、標高差874mの上り坂を平地のような走りで駆け上がり、最高点を過ぎてからの終盤の下り坂に入ってもペースを落とさず、1時間16分15秒という驚異的なタイムで、2位の明治大学に4分59秒の大差をつけ、大学史上初の往路優勝に貢献した。
この記録は第90回箱根駅伝後の2014年2月7日をもって従来の5区および6区の通過点となっていた函嶺洞門が通行禁止となり、第91回大会から函嶺洞門バイパスへとコースが変更となった ため、神野の記録は新コースでの区間記録となった。90回まで5区は23.4 km 91回からは23.2kmと記録上距離が短くなっているがこれは再計測によるものであり実質的には20m長くなっている。
また、神野以外にも4区でルーキー田村和希が区間新記録を樹立するなど 往路では他の選手も好走したため、往路で5時間23分58秒を記録し、これもコース変更前の2012年の第88回箱根駅伝で東洋大が記録した5時間24分45秒を上回った。
この後、青山学院大は復路でも小椋裕介、高橋宗司、藤川拓也が7〜9区で3区間連続で区間賞を獲得し、6区、10区でも区間2位となるなど、2位以下に大差をつけ、大学史上初の往路・復路・総合を全て制する完全優勝を果たし、総合タイムは10時間49分27秒で史上初めて10時間50分を切る大記録となった。これは、2012年の第88回箱根駅伝で東洋大が記録した10時間51分36秒を上回るものであり、また復路記録も5時間25分29秒と、2014年の第90回箱根駅伝で東洋大が記録した5時間25分38秒を上回った。そして総合優勝に大きく貢献したことで、神野は青山学院大学で史上初となる「金栗四三杯」を受賞した。

#### 第92回箱根駅伝・青山学院大2連覇に貢献
4年次にチームの主将に就任した。しかし、二度の疲労骨折で故障したシーズンであった。青山学院大学が優勝を果たした10月の出雲駅伝は、大事を取り欠場。実戦復帰となった11月の全日本大学駅伝では、最終8区を走ったが、思うように走れず区間8位の大ブレーキとなり、チームも東洋大学に敗れ、2位に終わる。全日本大学駅伝の翌日にも足に違和感を覚え、三度目の全体練習離脱となり、箱根駅伝出場も危ぶまれた。しかし、故障しながらも個人メニューをこなし、箱根駅伝には何とか間に合った。
第92回箱根駅伝では、前年と同じく5区を走り、前年ほどの快走にはならなかったものの、1時間19分17秒の記録で、区間2位の成績となる。青山学院大学は、1区を走った久保田和真から最終10区を走った渡邉利典まで首位を保ち、1977年の第53回箱根駅伝以来の39年ぶりとなる完全優勝を果たし、総合2連覇を達成した。
2016年2月27日に開催された日本選手権クロスカントリーのシニア12キロでは、36分02秒のタイムで市田孝(旭化成)に続く2位だった。

### 実業団入り・コニカミノルタ時代
青山学院大学卒業後の2016年4月1日、実業団のコニカミノルタ（東京都八王子市・本拠地）に入社・同陸上部へ入部。
入社直後の2016年4月9日にTBS系列で生放送された特番『オールスター感謝祭'16春』のイベント企画「赤坂5丁目ミニマラソン」にゲストランナーとして参加して、一般女子スタートから5分10秒後スタートというハンデキャップを背負いながら、猛烈な追い上げを見せたものの、優勝した上田竜也（KAT-TUN）とわずか1秒差の2位でゴールとなった。2017年2月19日の第51回青梅マラソンで、初の30Kmロードレースに出走。優勝と同大会記録更新を目指したが共に及ばず、1時間31分33秒で日本男子トップながら総合3位だった。
2017年2月、丸亀国際ハーフマラソンにて、1時間01分04秒で日本人トップ・総合5位の成績を収める。

#### 初マラソン挑戦
実業団入りから2年目、2017年12月3日開催の第71回福岡国際マラソンで自身初のフルマラソンに挑戦。マラソン本番では、中間点付近まで先頭集団に果敢についていったが、その後は優勝争いから完全脱落。レース終盤では公務員（当時、現・プロ）ランナーの川内優輝にも追い越されてしまい、結果ゴールタイムは2時間12分台の総合13位（日本男子では8着、首位は大迫傑の2時間07分19秒で総合3位）に留まり、2019年MGC（マラソングランドチャンピオンシップ）（MGCシリーズ第2弾・2020年東京オリンピック男子マラソン選考会）の出場権は獲得できず。
2018年2月、自身2度目となる東京マラソン2018・フルの部（MGCシリーズ第4弾・東京五輪選考会）に出場。35Km地点迄は5Kmラップ14 - 15分台を刻む快走だったが、それ以降は腹部の差し込みによる影響でスローダウン。40Km手前では元青学大のチームメイト・一色恭志らにも追い抜かれ、成績は日本男子12着・総合18位に終わり、自己記録は2分以上上回るも2時間10分台と最低目標のサブテン（2時間09分59秒以内）にも19秒届かず、ゴール後は悔し涙に暮れた（同大会において東洋大学出身・現西鉄の設楽悠太が日本男子トップ・総合2位ながら2時間06分11秒のゴールタイムで、男子マラソン日本記録を16年ぶりに更新した）。

### プロランナー時代

#### MGC出場権（2020年東京五輪・男子マラソン選考会）獲得・出場

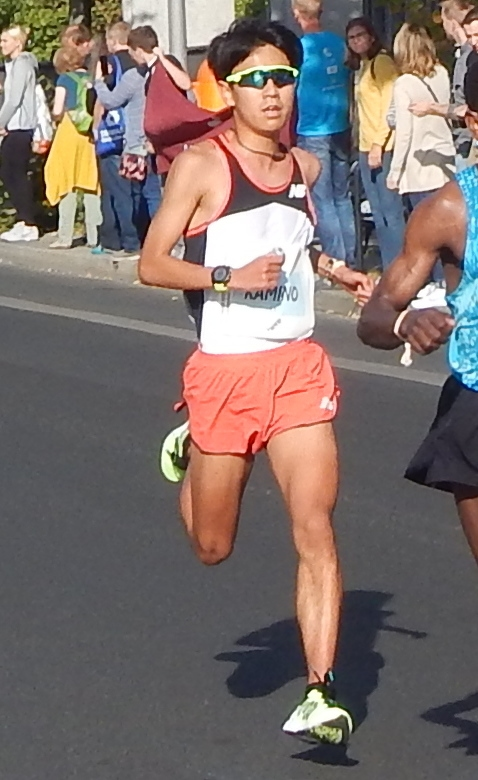
ベルリンマラソン2018の神野大地

2018年4月30日をもって、2年1か月間所属していたコニカミノルタを退社し、プロランナーへの転身を公表する。神野のマネージャーは青学大陸上部の1年先輩で、主務としても箱根駅伝初優勝に携わった、髙木聖也を招聘。同年7月には、約2か月半の滞在予定でケニア合宿へ出発した。
2018年9月、3度目のフル・自身初めて海外挑戦のベルリンマラソンに出走したが、レース後半に入って再び腹部の激痛に泣かされて大きくペースダウン、34Km付近で結局途中棄権に終わった。
2018年11月、再生医療事業を展開するセルソース株式会社（東京都渋谷区）との所属契約が発表された。
2018年12月、2年連続2回目となる第72回福岡国際マラソンに出場。25Km手前までは、14年振りに日本人覇者となった服部勇馬らのトップ集団に加わったが、その後は大きくペースダウン。32Km付近で腹痛と低体温症の影響で35 - 40Kmのラップタイムが20分25秒まで落ち込み、昨年に引き続き川内優輝に抜かれる。最終的に2時間19分台の総合29位と完走した記録・順位共ワーストに終わり、MGC獲得は果たせなかった。
2019年2月、昨年に続いて東京マラソン2019にエントリー。序盤からハイペースの先頭争いにつかず、第2集団で待機したが、16Km付近で遅れ始める。しかし、その後に大きなスローダウンは無く、レース後半から徐々に追い上げ、結果2時間11分台の総合8位（日本人4着）でフィニッシュ。更にMGC出場権獲得のワイルドカード（上位2大会2時間11分以内）での条件をクリアし、MGCへの出場も決定した。ゴール後の神野は「今は安堵の気持ちで一杯だが、このままじゃ戦える状況では無い。プロランナーとしてもっとレベルを高めていかないと」と気を引き締めていた。
その後、恒例のケニアと及び北海道の各合宿を終えて、2019年9月のMGC本番レースに出場。スタート後に間もなくハイペースで独走する設楽悠太に付いて行かず、2位集団で待機。13Km手前で神野自ら集団の先頭に立ちペースアップする場面もあったが、17Km付近で2位集団から脱落。それ以降は上位争いをできないまま、2時間17分台の17位に完敗に終わり、2020年東京五輪・男子マラソン日本代表入りは果たせなかった。

#### フルマラソン初優勝
2019年12月開催のアジアマラソン選手権（中国・東莞市）男子マラソンへ、神野自身初のマラソン日本代表として出走。6Km付近で北朝鮮の選手が一人飛び出すが、追わないで2位グループに。1分近く差がついた30Km辺りから徐々に追い上げ、40Km地点では僅か10秒差になる。暫定首位の北朝鮮選手がコースを間違えるアクシデントで追い付き、最後は激しいデッドヒートを繰り広げる中、ゴール手前でコースを間違えた北朝鮮選手を逆転、お情けのような形でフルマラソン初優勝を達成した。金メダルを胸に掲げて帰国した神野は、「マラソンランナーとして新たなスタートになった。継続することの大切さを感じたし、何より努力は裏切らない。信じてやって来て良かった」と述べた。
MGCファイナルチャレンジ第2弾の、2020年3月に行われた東京マラソン2020へ3年連続で出走。自身レース前には「2時間08分台を切りたい」と宣言したものの、30Km地点を過ぎてからズルズルと後退。結局2時間12分台の総合39位（日本人30着）に終わり、又してもサブテン達成は果たせなかった。
2020年4月より、2012年ロンドンオリンピック・男子マラソン日本代表元選手で、現スズキアスリートクラブ（静岡県浜松市・本拠地）・藤原新ヘッドコーチより直接指導を受けている。その際、藤原コーチからは「過去の練習データを見ると、もう少し全体的な走行距離を増やした方が良い。レースに向けて約3カ月は少なくとも700 - 800Kmは必要だ」と指摘されていた。
2020年12月、2年ぶり3回目となる第74回福岡国際マラソンに出場。16Km地点迄はハイペースの先頭集団についていくも、その後完全にスローダウン。27Km過ぎでは川内優輝に追い越されてから間もなくして、28Km付近で途中棄権に終わった。
2021年2月、第76回びわ湖毎日マラソンへ一般参加選手で出走。レース序盤から先頭集団につかず、5Km毎に約15分丁度のイーブンペースで進む第2集団に待機していたが、15Km過ぎで第2集団から脱落する。その後もペースを上げられず、後続の選手に次々と追い抜かれ、総合142位の大惨敗だった。

#### マラソン初のサブ10達成・MGC出場権（2024年パリ五輪・男子マラソン選考会）獲得
2021年4月、スズキAC・藤原ヘッドコーチの近くで直接指導とトレーニングを積むために、練習活動拠点を東京都内から静岡県浜松市に移した。
2021年12月、第52回防府読売マラソンに国内招待選手として出場。5Km毎約15分20秒を刻むペースメーカーに、同大会4度覇者の川内優輝らと共に先頭集団へ食らいつく。30Km地点でペースメーカーが外れると、神野とドミニク・ニャイロ（NTT西日本・ケニア出身）の2人が積極的に優勝争いの筆頭へ躍り出ると、川内は徐々に遅れ始める（川内は総合3位）。その後は、フィニッシュ直前迄ニャイロとの激しい一騎打ちと成り、ゴール地点のキリンレモンスタジアムに入ってからトラック勝負に縺れ込んだが、優勝したニャイロと同タイムではあるが僅差で総合2位（日本人首位）だった。それでも、神野自身フルマラソンで3年10か月振りに自己記録を44秒更新、さらに念願だった初めてのサブテンを漸く成し遂げる2時間09分台を記録し、2023年MGCの出場権（2024年パリオリンピック・男子マラソン選考会）も獲得した。
2022年1月に第41回大阪国際女子マラソンへ、日本男子現役選手のペースメーカーとして初出走。2年振り3度目の優勝と大会記録を更新した松田瑞生（ダイハツ工業）をスタート後から40Km付近まで、福田穣・田中飛鳥らと共に終始先導役を務めていた。
2022年2月、練習中に突然後背部分の苦痛を訴え、検査の結果「肋骨疲労骨折」と診断されて、約1か月の間本格的なトレーニングを中断していた。それから3か月後の同年5月、仙台国際ハーフマラソン大会で公式レースに復帰。
2022年11月10日、練習拠点の静岡県内（浜松市）に本社を置く浜松いわた信用金庫とスポンサー契約を締結。
2023年10月15日、1年10か月振りのフルマラソンとなる2回目のMGC本番に出場。ところがレース数日前から股関節の故障が響いて、序盤で早々と先頭争いから大きく遅れてしまう。中間点過ぎでは右ハムストリングの激痛により途中棄権も過ぎる中、辛うじて完走はしたものの56位（男子最下位）に終わり、2時間25分台のゴールタイムは女子上位4人（鈴木優花・一山麻緒・細田あい・加世田梨花）の記録を下回る結末と成った。レース後神野は応援団に対し「こんなに沢山応援して貰ったのに、このような結果に終わってしまって、本当に申し訳無いです」と謝罪しつつ、「皆さんに次こそは最高の走りで、恩返し出来たらと思います。今日は寒い中、応援有難う御座いました」と頭を下げながら号泣していた。

### プレイングマネージャー就任
2023年12月22日、5年間所属したセルソースの契約満了を報告。それから5日後の12月27日、自身のSNS、新設されたM&Aベストパートナーズ・陸上部の「プレイングマネージャー」の就任を発表した（髙木聖也は同陸上部のゼネラルマネージャーへ着任）。

## 人物・エピソード

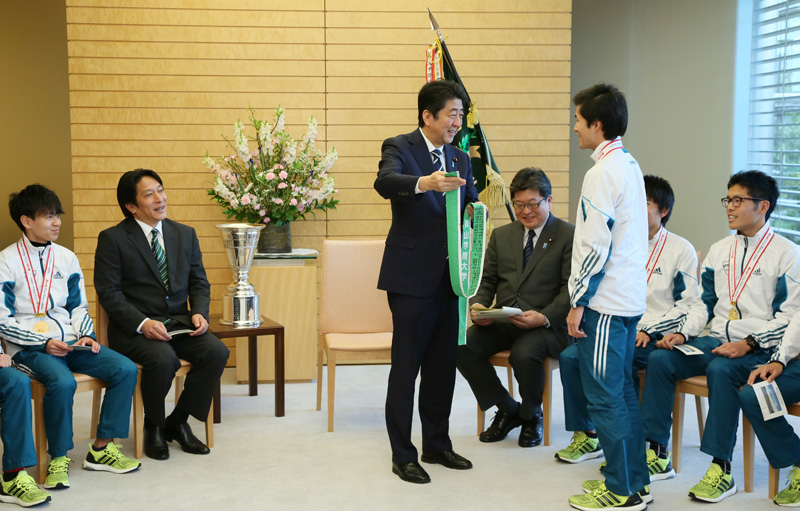
第92回箱根駅伝優勝メンバーたちが首相官邸で安倍晋三を表敬訪問（一番左が神野、2016年2月）

- 血液型はAB型。左利き。神野曰く「サウスポーでAB型の日本人は、全体の1％位しか居ない稀有な存在らしい」と語っている。
- 座右の銘は『やらされる百発よりやる気の一発』、『努力は裏切らない』。
- 青山学院大学時代は、同期生の久保田和真・小椋裕介、1学年後輩の一色恭志と共に「青学四天王」とも呼ばれていた[59]。
- 好きな芸能人はAKB48の元メンバーである女優・歌手の前田敦子[60]、女優の永野芽郁。なお、前田とは2016年4月9日放送のTBSテレビの『オールスター感謝祭'16春』で、実際に対面を果たしている。
- 自身の名前の「大地」は母親が、1988年のソウルオリンピック100m背泳ぎ金メダリストである鈴木大地にあやかり、命名された[60]。
- 陸上部員から「陸上のために生活全てをかけている」と言われ[61]、監督の原晋からは「チームの模範生」と言われた。他の部員が夜更かしをしていても、神野は必ず午後10時15分までには就寝。またレースに向けた準備が始まれば、お菓子類を一切食べないなど、大変ストイックな生活を送っている[62]。
- 極度の負けず嫌いである。小学校時代に所属していた野球チームで試合に負けると、母親が夕食に呼んでも、自分の部屋に閉じこもってずっと泣き続けていた性格だったという。また、祖母によると「とても素直な性格」だという。
- 神野が区間記録を樹立時、それまでの5区の区間記録保持者の柏原竜二は、当日の文化放送のラジオ解説を務めていた。柏原は「神野君と（時代が）一緒じゃなくてよかった。すっきりした」「これで"御役御免"です」とコメントした[63]。
- プロ野球は東京ヤクルトスワローズのファンである[64]。2015年11月9日には、元プロ野球選手の石井一久がMCを務めるニコニコ生放送のスポーツ番組『スポヲチ』のサプライズ企画で、現ヤクルトスワローズで当時メジャーリーガーだった青木宣親のサインボールを、同じヤクルトスワローズファンの久保田和真とともにプレゼントされた。2016年1月18日には、久保田とともに『スポヲチ』にメインゲストとして出演した。11月にスタジオに行った際、箱根駅伝で優勝したらご褒美を貰うという石井との約束を交わし、神宮球場でのヤクルトスワローズの試合の始球式をリクエストした。青山学院大学は箱根駅伝で優勝を果たし、この日の放送中に、約束通りに石井から念願の始球式の権利を受け取り、3月29日に神宮球場でヤクルトスワローズの本拠地初戦となったヤクルトVS阪神戦で、始球式を行った。
- 2014年の全日本大学駅伝の最終区間8区ゴール直前で明治大学の大六野秀畝にかわされ、青山学院大学の順位を下げてしまったことを非常に悔いている。その後、自分を奮い立たせる支えとして、大六野に抜かされる瞬間の自身の姿を沿道のファンが撮影した写真を翌2015年の全日本大学駅伝前までスマートフォンの待受画面に設定していた。
- 二度の故障があった大学4年シーズンだったが、2016年の箱根駅伝優勝祝勝会で5区を区間2位の成績を残し、「山の神、山で復活しました！」と力強く宣言した。
- 神野の母方の祖母は大の相撲ファンであり、毎年7月に行われる大相撲名古屋場所にいつも艶やかな着物姿で毎日観戦し、それがNHKの大相撲中継に頻繁に映っていることから話題となり、「白鷺の姐御（しらさぎのあねご）」と呼ばれるようになった。神野は祖母を「あーちゃん」と呼んでいる。祖父母は名古屋で老舗の鶏肉店『鳥孫商店』を営んでいる。この大相撲名古屋場所観戦に毎日来ている祖母の艶やかな着物姿を、TBSアナウンサーの安住紳一郎が2009年頃から強い関心を示し、安住がメインパーソナリティを務める、TBSラジオの『安住紳一郎の日曜天国』で度々話題にするようになり、多数のリスナーからも「私も気になっていました！」という声が寄せられ、祖母と番組が深い繋がりを持つようになった。2013年9月1日には、パーソナリティの安住と中澤有美子がいつものスタジオから飛び出して、祖父母の自宅から生放送を行った。
- さらに母方の祖母は、青山学院大学が箱根駅伝で初優勝した翌日の2015年1月4日にも電話出演している。2016年2月21日には神野が番組へゲスト出演時、青山学院大学陸上部での4年間の話、コニカミノルタ陸上部寮に移ってからの生活全般の話、祖母の話などを語り、神野自身が祖母が有名になった話を知ったのは、第91回箱根駅伝の頃であったと明かした。ゲストコーナー終盤には祖母も電話出演し「いつも一生懸命に取り組んでいる姿を見て、❝頑張れ❞などプレッシャーを掛ける言葉を掛けないようにしていました。ところが、昨年の全日本大学駅伝の2日前に直接会った時に、私が❝優勝❞という言葉を掛けてしまったので、これをとても悔やんでおります」と語った。神野自身は、祖母がプレッシャーを掛けたことを否定した。神野はゲスト出演した朝にも、「今日、安住さんの番組に出るからね」と祖母に電話したと語った。そして、「これまではあーちゃんに、毎年大相撲名古屋場所観戦に誘われても、授業や門限の関係で一度も行けませんでしたが、今年からは一日時間を作って、名古屋場所の観戦に行きます。今から楽しみにしています」と発言し、7月17日には祖母と大相撲名古屋場所の生観戦をしたことを報告。「念願だった。来年も絶対行く」と語っている。
- スポーツバラエティ番組「炎の体育会TV」（TBSテレビ系列）には過去に2回、原晋監督と一緒にスタジオへ登場している。1度目は2016年7月23日に青学大元寮母・原美穂と、2度目は2019年6月22日に青学大元チームメートで2年後輩・下田裕太らと、上田竜也（KAT-TUN）の対決で、それぞれ共演していた[65]。
- 2017年3月12日に開催された名古屋ウィメンズマラソンで総合3位入り、同年8月の世界陸上ロンドン大会女子マラソン日本代表へ初選出された清田真央（現・スズキ浜松アスリートクラブ所属）とは、中京大中京高校時代の同級生でかつ同陸上部に所属だった。レース当日の神野は愛知県の実家に帰省していたため、その序でに現地へ応援に駆け付けている。清田も神野が沿道に居る姿に気付き、レース後のインタビューで清田は神野に対して謝意を述べた。
- 2017年12月3日開催の福岡国際マラソンでは、青山学院大在学中指導を受けた、原晋監督がゲスト解説で生出演。結果13位だった神野に対して原は「よく頑張りました。初マラソンですからね」と健闘を称えていた[11]。
- 2018年4月末、実業団のコニカミノルタを退社・プロランナー転向表明の報道に関し、青学大の原監督曰く「困った時は全力で支える。ただし、最初から『青学大ありき』で頼る事はするな。プロとして覚悟・責任・自覚を持ち続けて欲しい」と厳し目にコメントしている[66]。
- 2018年6月24日放送の「ビートたけしのスポーツ大将・2時間スペシャル」（テレビ朝日系列・VTR放映）では、神野自らプロランナーとして出演、芸能人チームらと登り坂の続く10Kmコースで芸能人チームと対決した（スタジオで原監督が実況解説を担当）[67][68]。
- 2020年1月、YouTuberとして「神野大地 Daichi Kamino・Youtubeチャンネル」を開設し、同年1月22日付より配信をスタート[69]。
- 神野自身の趣味は、読書とプロ野球観戦の他「プロランナー以降、マネージャーの高木聖也から誘われたのを機に、現在はサウナ風呂に嵌っています」とSNSで公表している[70][71][72]。
- 第74回福岡国際マラソンで記録なしで終わった2日後の2020年12月8日、神野がプロデュースするスポーツブランド「RETO PROJECT」の記者発表会に先立ち、日本陸連の瀬古利彦・マラソン強化戦略プロジェクトリーダーと二人でトークショーに出演。その際瀬古は神野に対して「俺にとっては裏切られたようで、全然神野らしい走りをしていない。中途半端で目立ってはダメ。『神野大地』を捨てなきゃ先は無い。何も考えず、地道にやらないと」「福岡国際は距離走、練習したと思うしかない。来年2月のびわ湖（毎日マラソン）に出た方がいい。折角良い練習が積めていたのに、勿体無い」「2024年パリ五輪の大事な選手だから、頼むよ！古いと思うだろうが、座禅や精神修行もしなさい。陸上を始めた頃を思い出し、ゼロから自分を解き放って欲しい」と、叱咤激励のコメントを述べ続けた[73]。
- 2021年5月、自身の故郷である愛知県津島市において同市初の広報大使に就任する[74]。
- 同年5月22日、神野自身の「Wikipedia（ウィキペディア）」が正しいかどうかを検証した所、「大多数が合っています」「凄く細かいですね」などと感嘆しつつも、最後は「最初の写真を変えて欲しいです」と注文を付けている[75]。
- 2021年以降はプロランナーの傍らで、スポーツ実況解説者（主に駅伝競走・マラソン・バラエティ番組）としても多数担当している[76][77]。
- 2022年4月、神野自らが主宰の「Reto Running Club（レトランニングクラブ）」を創部・始動することを発表[78][79]。
- 2023年10月26日、自身初めての著書となる「『山の神』神野大地の必ずやるべきランニングバイブル」を出版発売[80][81]。

## 主な戦績
- 2011年 全国高等学校総合体育大会 5000m 予選1組10位 14分35秒45（予選敗退）
- 2012年 日本ジュニア陸上競技選手権大会 10000m 3位 30分19秒82
- 2012年 アジアジュニア陸上競技選手権大会 10000m 2位 31分22秒20（銀メダル獲得）
- 2013年 日体大長距離記録会 10000m 4組9位 29分01秒18
- 2013年 第93回関東インカレ1部 10000m 14位 29分24秒79
- 2013年 日体大長距離記録会 5000m 41組23位 14分04秒58
- 2014年 第68回香川丸亀国際ハーフマラソン 16位 1時間02分42秒
- 2014年 第28回福岡国際クロスカントリー大会 10 km 12位 30分01秒
- 2014年 第62回兵庫リレーカーニバル アシックスチャレンジ 10000m 2組10位 28分51秒98
- 2014年 第93回関東インカレ2部 10000m 9位 29分39秒32
- 2014年 第93回関東インカレ2部 ハーフマラソン 優勝 1時間04分23秒
- 2014年 第83回日本インカレ 10000m 25位 31分19秒32
- 2015年 第69回香川丸亀国際ハーフマラソン 9位 1時間01分21秒
- 2015年 日本学生陸上競技個人選手権大会 5000m 12位 14分13秒98
- 2016年 第99回日本陸上競技選手権大会クロスカントリー競走 シニア12km 2位 36分02秒
- 2016年 第249回日体大長距離記録会 5000m 29組2位 14分02秒49
- 2016年 第100回日本陸上競技選手権大会 10000m 15位 29分07秒55
- 2016年 ホクレン・ディスタンスチャレンジ網走 10000m B 2位 28分17秒54
- 2016年 全日本実業団対抗陸上競技選手権大会 10000m 3組19位 28分49秒33
- 2016年 熊本甲佐10マイル公認ロードレース大会 10マイル 1位 46分38秒
- 2017年 第71回香川丸亀国際ハーフマラソン 5位 1時間01分04秒
- 2017年 第51回青梅マラソン 30 km 3位 1時間31分33秒
- 2017年 第101回日本陸上競技選手権大会 10000m 20位 29分36秒05
- 2017年 ホクレン・ディスタンスチャレンジ網走 10000m B 9位 28分56秒34
- 2017年 グレートノースラン ハーフマラソン 12位 1時間04分47秒
- 2018年 第72回香川丸亀国際ハーフマラソン 17位 1時間02分35秒
- 2018年 世田谷陸上競技会 3000m 10組1位 8分19秒44
- 2018年 第262回日体大長距離記録会 5000m 26組2位 13分56秒05
- 2018年 第263回日体大長距離記録会 10000m 5組3位 28分35秒47
- 2018年 第264回日体大長距離記録会 10000m 10組6位 29分09秒48
- 2018年 函館マラソン ハーフマラソン 7位 1時間02分55秒
- 2018年 高島平ロードレース大会 20 km 1位 1時間00分37秒
- 2018年 上尾シティハーフマラソン 7位 1時間02分19秒
- 2019年 ゴールデンゲームズinのべおか 10000m 14位 29分05秒89
- 2019年 第29回仙台国際ハーフマラソン大会 7位 1時間03分05秒
- 2019年 第271回日体大長距離記録会 10000m 6組12位 29分24秒25
- 2019年 ホクレン・ディスタンスチャレンジ深川 10000m B 5位 28分32秒30
- 2019年 士別ハーフマラソン 3位 1時間03分47秒
- 2019年 第274回日体大長距離記録会 10000m 6組6位 28分33秒72
- 2019年 熊本甲佐10マイル公認ロードレース大会 10マイル 4位 46分18秒
- 2022年 仙台国際ハーフマラソン2022 11位 1時間03分12秒
- 2022年 函館マラソン ハーフマラソン 46位 1時間07分29秒
- 2023年 第9回公認奥球磨ロードレース大会 ハーフマラソン 23位 1時間06分11秒
- 2023年 第75回香川丸亀国際ハーフマラソン 55位 1時間02分57秒
- 2023年 第106回日本陸上競技選手権大会クロスカントリー競走 シニア10km 4位 29分38秒
- 2023年 第16回アジアクロスカントリー選手権大会 シニア10km 2位 33分52秒
- 2023年 仙台国際ハーフマラソン2023 72位 1時間10分01秒[82]

### 主な駅伝成績
- 2012年 第17回天皇盃全国都道府県対抗男子駅伝競走大会 5区(8.5 km)区間4位 24分52秒
- 2013年 第45回全日本大学駅伝関東予選 3組4位 29分32秒87
- 2015年 第20回天皇盃全国都道府県対抗男子駅伝競走大会 7区(13.0 km)区間3位 37分36秒
- 2016年 第57回東日本実業団対抗駅伝競走大会 2区(15.3 km)区間3位 45分14秒　チームは7位
- 2017年 第61回全日本実業団対抗駅伝競走大会 4区(22.0 km)区間7位 1時間03分46秒　チームは5位
- 2017年 第22回天皇盃全国都道府県対抗男子駅伝競走大会 7区(13.0 km)区間3位 38分01秒　チームは3位
- 2018年 第62回全日本実業団対抗駅伝競走大会 7区(15.5 km)区間12位 48分38秒　チームは7位
- 2019年 第14回愛知県市町村対抗駅伝競走大会 9区(4.8 km)区間賞 13分41秒　チームは31位
- 2021年 第22回しずおか市町対抗駅伝 12区(5.025 km)区間賞 14分13秒　チームは1位

### 大学駅伝成績
| 年度               | 出雲駅伝                                                | 全日本大学駅伝                                          | 箱根駅伝                                                                    |
| ------------------ | ------------------------------------------------------- | ------------------------------------------------------- | --------------------------------------------------------------------------- |
| 1年生 （2012年度） | 第24回 （出場なし） ＜青学大総合初優勝＞                | 第44回 （出場なし） （青学大不出場）                    | 第89回 （出場なし） ＜青学大総合8位＞                                       |
| 2年生 （2013年度） | 第25回-6区（10.2Km） 区間4位 30分27秒 ＜青学大総合5位＞ | 第45回-2区（13.2Km） 区間6位 38分38秒 ＜青学大総合6位＞ | 第90回－2区（23.2Km） 区間6位 1時間09分44秒 ＜青学大総合5位＞               |
| 3年生 （2014年度） | 第26回 （台風第19号による 影響で開催中止）              | 第46回-8区（19.7Km） 区間3位 58分45秒 ＜青学大総合3位＞ | 第91回－5区（23.2Km） 区間新記録（当時） 1時間16分15秒 ＜青学大総合初優勝＞ |
| 4年生 （2015年度） | 第27回 （出場なし） ＜青学大3年振り2度目 の総合優勝＞   | 第47回-8区（19.7Km） 区間8位 59分45秒 ＜青学大総合2位＞ | 第92回－5区（23.2Km） 区間2位 1時間19分17秒 ＜青学大2度目の総合優勝＞       |

## マラソン全成績
| 年月           | 大会                               | 順位  | 記録          | 備考                                                         |
| -------------- | ---------------------------------- | ----- | ------------- | ------------------------------------------------------------ |
| 2017年12月3日  | 第71回福岡国際マラソン             | 13位  | 2時間12分50秒 | 初マラソン・MGCシリーズ第2弾（2020年東京オリンピック選考会） |
| 2018年2月25日  | 東京マラソン2018                   | 18位  | 2時間10分18秒 | 当時自己記録・MGCシリーズ第4弾（東京オリンピック選考会）     |
| 2018年9月16日  | ベルリンマラソン2018               | DNF   | 途中棄権      | 34Km付近でリタイア                                           |
| 2018年12月2日  | 第72回福岡国際マラソン             | 29位  | 2時間19分28秒 | MGCシリーズ第7弾                                             |
| 2019年3月3日   | 東京マラソン2019                   | 8位   | 2時間11分05秒 | MGCシリーズ第9弾・ワイルドカードでMGC出場権獲得              |
| 2019年9月15日  | マラソングランドチャンピオンシップ | 17位  | 2時間17分40秒 | 2020年東京オリンピック・男子マラソン日本代表選考会           |
| 2019年12月22日 | アジアマラソン選手権               | 優勝  | 2時間12分18秒 | 神野自身初のフルマラソン優勝                                 |
| 2020年3月1日   | 東京マラソン2020                   | 39位  | 2時間12分11秒 | MGCファイナルチャレンジ第2弾                                 |
| 2020年12月6日  | 第74回福岡国際マラソン             | DNF   | 途中棄権      | 28Km付近でリタイア                                           |
| 2021年2月28日  | 第76回びわ湖毎日マラソン           | 142位 | 2時間17分56秒 |                                                              |
| 2021年12月19日 | 第52回防府読売マラソン             | 2位   | 2時間09分34秒 | 自己記録更新・MGC出場権獲得（2024年パリオリンピック選考会）  |
| 2023年10月15日 | マラソングランドチャンピオンシップ | 56位  | 2時間25分34秒 | 2024年パリオリンピック・男子マラソン日本代表選考会           |
| 2024年8月25日  | 北海道マラソン2024                 | 196位 | 2時間53分43秒 |                                                              |
| 2025年2月16日  | 第30回2025おきなわマラソン         | 28位  | 2時間55分38秒 |                                                              |

## 自己記録
- 5000m - 13分56秒05（2018年4月22日 日体大記録会）
- 10000m - 28分17秒54（2016年7月13日 ホクレン・ディスタンスチャレンジ網走 2位）
- ハーフマラソン - 1時間01分04秒（2017年2月5日：香川丸亀国際ハーフマラソン 5位）
- マラソン - 2時間09分34秒（2021年12月19日：防府読売マラソン 2位）

## 著作
- 『「山の神」神野大地の必ずやるべきランニングバイブル』日本文芸社（2023年10月26日出版、ISBN 978-4537221497）[83]

## 関連書籍
- 『青トレ 青学駅伝チームのコアトレーニング&ストレッチ』中野ジェームズ修一・原晋（共著）、徳間書店（2015年9月18日出版、ISBN 978-4198640149）
- 『箱根のメンタル 箱根駅伝から僕たちが学んだこと』渡辺康幸（ほか著）、宝島社（2019年11月25日出版、ISBN 978-4800299765）